# Arheološko nalazište "Kod Pezinih kuća"
Arheološko nalazište "Kod Pezinih kuća", arheološko nalazište u Lokvičićima, zaštićeno kulturno dobro.

## Opis dobra
Vrijeme nastanka je od 15. do 16. stoljeća. Arheološko nalazište "Kod Pezinih kuća" nalazi se u južnom dijelu mjesta Lokvičići, južno od zaseoka Pezo tj. sjeverno od ceste Trilj-Imotski. Radi se o srednjovjekovnom groblju sa stećcima koje se razvija u 15. stoljeću uz antičku komunikaciju Salona – Tilurij – Novae – Narona. Vidljivo je 23 stećka. Repertoar ukrasnih motiva sličan je kao i na ostalim stećcima ovoga kraja: rozete, polumjeseci, križevi, spirale, stilizirane vitice, ljudske figure povezane u kolu, prikazi lovca konjanika, te jelena.

## Zaštita
Pod oznakom Z-3015 zavedena je kao nepokretno kulturno dobro – pojedinačno, pravna statusa zaštićena kulturnog dobra, klasificirano kao "arheološka baština".